# Pseudopalicus investigatoris
Pseudopalicus investigatoris is een krabbensoort uit de familie van de Palicidae. De wetenschappelijke naam van de soort is voor het eerst geldig gepubliceerd in 1900 door Alcock.